# Ruth Crosby Noble
Ruth Crosby Noble ( Hartford, 15 de marzo de 1897- Allendale, 27 de marzo de 1988) fue una escritora y herpetóloga estadounidense. Trabajando para el Museo Americano de Historia Natural, ella y su esposo Gladwyn Kingsley Noble descubrieron una nueva especie de rana, Eleutherodactylus ruthae, llamada así por ella. También fue la autora de La naturaleza de la bestia, un libro sobre el comportamiento animal.

## Biografía
Ruth Crosby nació el 15 de marzo de 1897,  se crio en Hartford, Connecticut, y estudió en Wellesley College en Massachusetts. Mientras estudiaba allí, conoció a su futuro marido, Gladwyn Kingsley Noble, entonces estudiante en la Universidad de Harvard. Más tarde se mudó a Nueva York y trabajó como asistente en los departamentos de educación y herpetología  del Museo Americano de Historia Natural desde 1919 hasta 1923. En el museo, trabajó para que las exhibiciones del museo fueran más accesibles para las personas ciegas. También fue miembro de la Asociación Estadounidense de Mujeres Universitarias y participó activamente en las Naciones Unidas.
Mientras estaban en el museo, los Noble emprendieron una expedición a Hispaniola para estudiar la iguana rinoceronte y la rana arborícola gigante de Hispaniola, los cuales eran muy poco conocidos por la ciencia en ese momento. Capturaron y enviaron al museo más de 200 ranas vivas y 40 iguanas; Gladwyn Noble escribió que habían sido "afortunados al encontrar ambas formas y poder elaborar sus vidas". Ellos descubrieron la rana Eleutherodactylus ruthae durante una expedición en República Dominicana financiada por el museo; la rana recibió el nombre de Ruth. Mientras trabajaba en el museo, obtuvo una maestría en la Universidad de Columbia.
En 1945, Noble publicó The Nature of the Beast, un libro sobre el comportamiento animal. Es un trabajo de compendio escrito en inglés fácil de entender, e incorpora material de observaciones de historia natural y experimentos de laboratorio. Los temas recurrentes en sus 17 capítulos incluyen las relaciones sociales y las sensaciones en los animales. El manuscrito fue leído por psicólogos y naturalistas antes de su publicación: Robert Yerkes, Frank Beach y Ernst Mayr se encontraban entre los que tuvieron acceso a partes del texto. Una reseña del libro en el Psychological Bulletin elogió la amplitud con la que se cubrió su material sin sacrificar los detalles y recomendó su uso en cursos de psicología comparada. Escribiendo en Annals of the Entomological Society of America, un crítico afirmó que el libro tenía la "rara cualidad de combinar entretenimiento con un sólido valor científico".

## Muerte
Noble murió el 15 de marzo o el 27 de marzo de 1988, a los 91 años, en un hogar de ancianos en Allendale, Nueva Jersey.

## Trabajos seleccionados
- Noble, G. Kingsley; Noble, Ruth C. (20 de agosto de 1923). «The Anderson tree frog (Hyla andersonii Baird)—Observations on its habits and life history». Zoologica: Scientific Contributions of the New York Zoological Society 2 (18): 416-455. doi:10.5962/p.206603.
- Noble, Ruth Crosby; Noble, Gladwyn Kingsley (1945). The Nature of the Beast: A Popular Account of Animal Psychology from the Point of View of a Naturalist. Doubleday, Doran, Incorporated. ISBN 978-0-598-99002-0.